# Đào Viên (phường)
Đào Viên là một phường thuộc tỉnh Bắc Ninh, Việt Nam.

## Địa lý
Phường Đào Viên có vị trí địa lý:
- Phía đông giáp xã Phù Lãng
- Phía tây giáp các phường Quế Võ và Bồng Lai
- Phía nam giáp các xã Nhân Thắng và Đại Lai
- Phía bắc giáp phường Yên Dũng.

Phường Đào Viên có diện tích 26,63 km², dân số 34.724 người, mật độ dân số đạt 1.303 người/km².

## Lịch sử
Ngày 16 tháng 6 năm 2025, Ủy ban Thường vụ Quốc hội ban hành Nghị quyết số 1658/NQ-UBTVQH15 của UBTVQH về việc sắp xếp các đơn vị hành chính cấp xã của tỉnh Bắc Ninh năm 2025. Theo đó, sắp xếp toàn bộ diện tích tự nhiên, quy mô dân số của phường Phù Lương, xã Ngọc Xá và xã Đào Viên thành phường mới có tên gọi là phường Đào Viên.

## Địa chỉ trụ sở các cơ quan
- Trụ sở UBND phường: Tổ dân phố Lầy, phường Đào Viên
- Trung tâm phục vụ hành chính công: Tổ dân phố Lầy, phường Đào Viên
- Công an phường: Tổ dân phố Kim Sơn, phường Đào Viên